# Мудум
Мудум (норв. Modum) — коммуна в губернии Бускеруд в Норвегии. Административный центр коммуны — город Викерсунн. Официальный язык коммуны — букмол. Население коммуны на 2007 год составляло 12 695 чел. Площадь коммуны Мудум — 515,32 км², код-идентификатор — 0623.

## История населения коммуны
Население коммуны за последние 60 лет.

Статистика коммуны Мудум